# أنجان بيستا
أنجان بيستا (1 يناير 1998 بهيتاودا في نيبال - ) هو لاعب كرة قدم نيبالي في مركز الهجوم. شارك مع منتخب نيبال تحت 17 سنة لكرة القدم ومنتخب نيبال تحت 20 سنة لكرة القدم ومنتخب نيبال تحت 23 سنة لكرة القدم ومنتخب نيبال لكرة القدم. أما مع النوادي، فقد لعب مع Nepal A.P.F. Club ‏.

## روابط خارجية
- أنجان بيستا على موقع إي إس بي إن إف سي (الإنجليزية)
- أنجان بيستا على موقع قاعدة بيانات كرة القدم.إي يو (الإنجليزية)
- أنجان بيستا على موقع ناشيونال فوتبول تيمز (الإنجليزية)
- أنجان بيستا على موقع Soccerway.com (الإنجليزية)
- أنجان بيستا على موقع عالم كرة القدم.نت (الإنجليزية)